# Ráma (knižní série)
Ráma (v anglickém originále Rama) je série vědeckofantastických románů napsaných britským spisovatelem Arthurem C. Clarkem a americkým spisovatelem a vědcem Gentrym Lee. 
Ústředním motivem je mimozemská kosmická loď prolétávající Sluneční soustavou, jejíž tajemství se snaží odhalit lidská expedice.

## Knihy série
Série obsahuje tyto knihy:
1. Setkání s Rámou (anglicky Rendezvous with Rama, 1973, autor Arthur C. Clarke)[1]

1. Návrat Rámy (anglicky Rama II, 1989, autoři Arthur C. Clarke a Gentry Lee)[1]

1. Zahrada Rámova (anglicky The Garden of Rama, 1991, autoři Arthur C. Clarke a Gentry Lee)[1]

1. Ráma tajemství zbavený (anglicky Rama Revealed, 1993, autoři Arthur C. Clarke a Gentry Lee)

1. Poslové Rámových světů (anglicky Bright Messengers, 1996, autor Gentry Lee)

1. Noc dvojího úplňku (anglicky Double Full Moon Night, 1999, autor Gentry Lee)